# Lei de registro de nomes da Suécia
A lei de registro de nomes da Suécia ( em sueco:  lag om personnamn   )  é uma lei sueca que requer a aprovação de um órgão governamental para que as crianças suecas recebam um nome. Os pais devem fazer um pedido com o nome proposto em até três meses após o nascimento da criança. A lei atual foi promulgada em 2017, substituindo uma lei de 1982. A Agência Tributária Sueca administra o registro de nomes na Suécia. A lei passou por revisões desde a sua publicação original e em 1983 tornou-se possível que homens adotem o nome da esposa ou companheira, bem como que as mulheres adotem o nome do marido.
Em trecho, a lei de 1982 declara: "Nomes que possam ser considerados ofensivos ou causar desconforto ao indivíduo não serão aprovados, bem como nomes que por alguma razão óbvia não sejam adequados como nome próprio" (§ 34). Esta citação é aplicável tanto quando os pais nomeiam seus filhos, como quando um adulto deseja alterar o próprio nome. Ao alterar um nome, a primeira mudança é gratuita desde que pelo menos um dos nomes recebidos no nascimento seja mantido, sendo permitida apenas uma alteração por pessoa. Demais alterações de nome exigem o pagamento de taxas. A lei não diz especifica nada sobre o registro de qual nome é usado no cotidiano, mas a autoridade fiscal pode registrá-lo quando solicitado.

## História
A primeira legislação a respeito de sobrenomes foi na realidade a  "Name Ordinance" de 5 de dezembro de 1901, que tinha como objetivo principal impedir que famílias não pertencentes à nobreza dessem a seus filhos sobrenomes de famílias nobres . A Portaria passou por revisões constitucionais em 1919, 1920, 1921, 1922, 1931, 1946 e 1962. Em seguida, foi instituída a Lei de Nomes de 1963, que entrou em vigor oficialmente em 1º de janeiro de 1964. Esta lei de nomeção foi seguida pela Lei de Nomes de 1982 (em sueco:  Namnlagen), que passou a vigorar a partir de  1º de janeiro de 1983. Em 2001 o Riksdag, como é chamado o parlamento sueco, pleiteou que o governo adotasse uma nova legislação de resgistro de nomes, mas não obteve êxito. Em 21 de dezembro de 2009, o governo sueco instaurou um comitê investigativo especial para determinar como a nova lei de nomeação deveria ser constituída. O relatório final do comitê foi veio à público em maio de 2013. Então, após algumas disputas burocráticas, o governo sueco submeteu o projeto de lei de nomeação ao Riksdag, que aprovou a proposta, para entrar em vigor em 1º de julho de 2017.

## Nomes de protesto
Houve controvérsias em torno das leis de nomeação na Suécia desde a sua criação. Além de comentários significativos na imprensa, muitos pais tentaram dar nomes incomuns aos filhos.

### Brfxxccxxmnpccccllmmnprxvclmnckssqlbb11116
Brfxxccxxmnpcccclllmmnprxvclmnckssqlbb11116, supostamente pronunciado como [ˈǎlːbɪn] (" Albin "), é o nome escolhido para uma criança sueca nascida em 1991. Os pais Elisabeth Hallin e Lasse Diding deram esse nome ao seu filho, como forma de protesto contra uma multa, imposta de acordo com a lei de nomes na Suécia.
Como os pais não haviam registrado um nome para o menino até o quinto aniversário, um tribunal de comarca em Halmstad, no sul da Suécia, multou-os em 5.000 coroas suecas (aproximadamente US$ 740 na época). Em resposta à multa, os pais enviaram o nome de 43 caracteres em maio de 1996, alegando que era "um desenvolvimento repleto de expressionismo, que vemos como uma criação artística". Os pais sugeriram que o nome fosse entendido segundo a patafísica . O tribunal rejeitou o nome e manteve a multa.
Os pais tentaram então alterar a grafia do nome para A (também pronunciado [ˈǎlːbɪn] ). Novamente, o tribunal se recusou a aprovar o nome, devido à proibição de nomes de apenas uma letra.
Em 2007, Michael e Karolina Tomaro lutaram para que sua filha se chamasse "Metallica", em homenagem à banda . Encarregados fiscais determinaram o nome como "inapropriado", mas o Tribunal Administrativo da Comarca de Göteborg julgou em março de 2007 que não havia razão para impedir o uso do nome, sob afirma;'ao de que uma mulher sueca já usa Metallica como nome do meio. Os encarregados não concordaram com a determinação e negaram aos pais o passaporte da filha, mas posteriormente retiraram a objeção .
Na época, circularam comentários mencionando que o nome " Google" foi considerado aceitável em 2005, quando Elias e Carol Kai nomearam seu filho "Oliver Google Kai".

### Alá
Em 2009, a Autoridade Tributária Sueca se recusou a permitir que um casal registrasse seu filho como " Allah ". A decisão se apoia no argumento de que o nome poderia ser considerado questionável por razões religiosas e que algumas pessoas poderiam sentir-se ofendidas pelo seu uso.
Em 31 de dezembro de 2018, 245 pessoas que viviam na Suécia tinham Alá como primeiro nome (ou nome do meio) e outras três pessoas tinham Alá como sobrenome.